# أوتو خواكيم
أوتو خواكيم (بالألمانية: Otto Joachim)‏ هو ملحن ورسام ألماني، ولد في 13 أكتوبر 1910 في دوسلدورف في ألمانيا، وتوفي في 30 يوليو 2010 في مونتريال في كندا.

## وصلات خارجية
- أوتو خواكيم على موقع IMDb (الإنجليزية)
- أوتو خواكيم على موقع ميوزك برينز (الإنجليزية)
- أوتو خواكيم على موقع ديسكوغز (الإنجليزية)